# Heinrich von Hohenlohe
Henryk von Hohenlohe (niem. Heinrich von Hohenlohe, zm. 15 lipca 1249) – wielki mistrz zakonu krzyżackiego w latach 1244–1249.

## Życiorys
Był synem Henryka von Hohenlohe, jednego z najbogatszych i najpotężniejszych feudałów Wirtembergii. Miał czterech braci i jedną siostrę.
Już w dzieciństwie został przeznaczony do stanu duchownego. W latach 1218–1219 był kanonikiem kapituły w Würzburgu. W grudniu 1220 r. wstąpił wraz z braćmi Fryderykiem i Andrzejem do zakonu krzyżackiego, jednocześnie oddając na rzecz zakonu swoją i braci część spadku po ojcu. Z darowizny tej wyrosła jedna z najważniejszych komturii krzyżackich w Niemczech – komenda Mergentheim nad Tauberą.
W 1221 r. odbył pielgrzymkę do Ziemi Świętej, po powrocie z której objął urząd komtura w Mergentheim. W 1225 r., na polecenie wielkiego mistrza Hermana von Salza, eskortował w drodze do Włoch drugą małżonkę cesarza Fryderyka II, Jolantę z Jerozolimy. Od tego czasu przebywał w otoczeniu wielkiego mistrza, sprawując, z krótkimi przerwami urząd mistrza krajowego w Niemczech, przy czym rezydował stale w Mergentheim.
Po usunięciu poprzednika kapituła generalna zakonu wybrała właśnie jego na urząd wielkiego mistrza. Był uważany za zwolennika cesarza i występując jako rozjemca w konflikcie między papieżem Innocentym IV a cesarzem reprezentował interesy tego drugiego, co wywołało sprzeciw części braci na czele z mistrzem krajowym Prus Dietrichem von Gruningen. W 1246 r. pośpieszył do Prus, gdzie zainicjował ofensywę krzyżacką, zakończoną bitwą i zdobyciem Dzierzgonia. Zawarł następnie korzystną dla Zakonu Krzyżackiego umowę z Prusami oraz z księciem pomorskim Świętopełkiem. Zmarł wkrótce po powrocie z Prus i został pochowany w kościele w Mergentheim.